# Alex Mendham

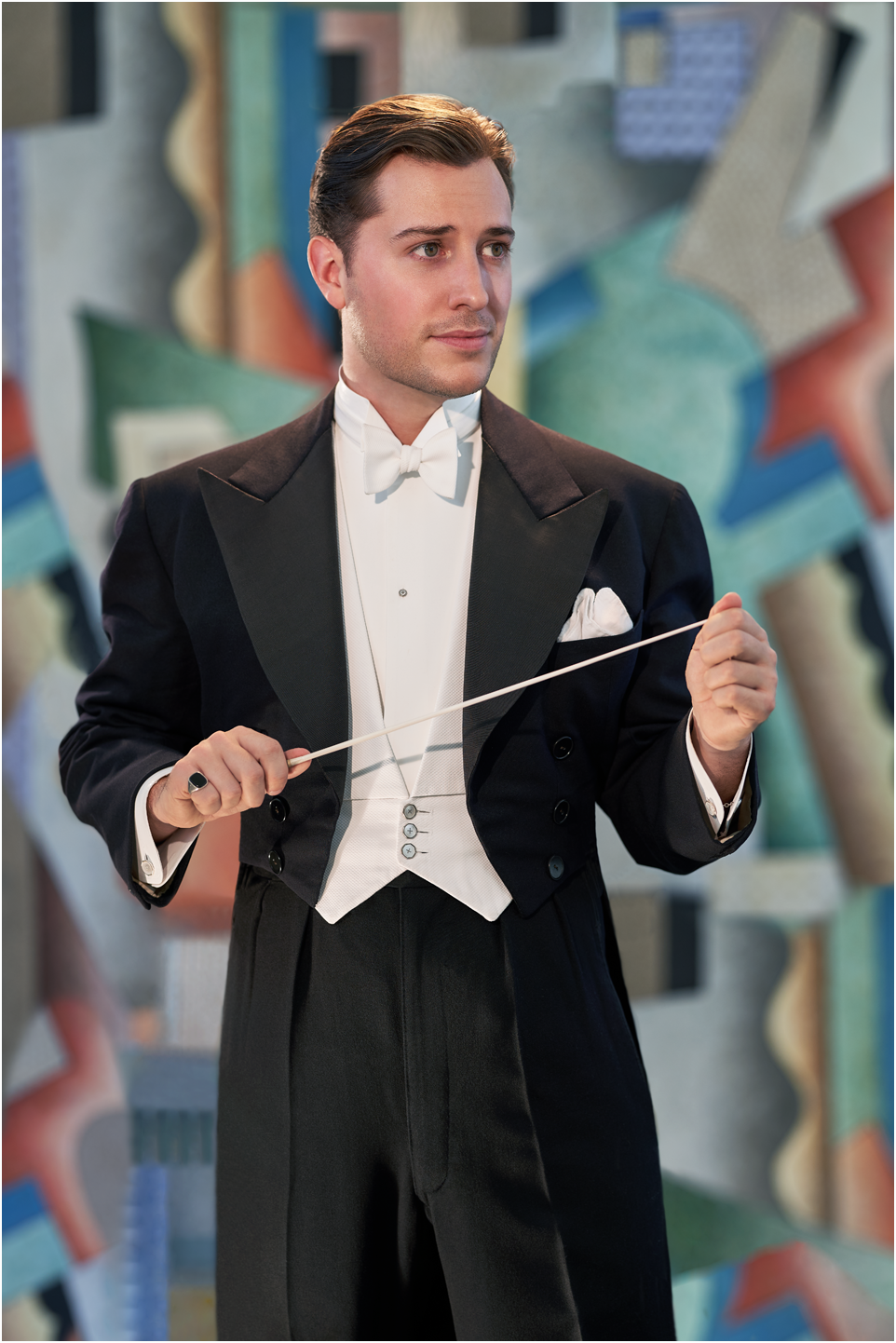
Alex Mendham

Alex Mendham (* 3. September 1983 in Essex, England) ist ein britischer Sänger, Saxophonist und Begründer sowie Leiter von Alex Mendham & His Orchestra.

## Leben
Alex Mendham, der 2010 sein eigenes Orchester gründete, widmet sich der Tanz- und Unterhaltungsmusik der 1920er bis 1940er Jahre. Hierbei legt er großen Wert auf authentische Original-Instrumente der Zeit und sorgfältig rekonstruierte Arrangements. Zu seinen Vorbildern zählen Lew Stone und Bing Crosby. Der Bandleader und sein Orchester treten stets in eleganter Kleidung aus der Art-déco-Ära auf; zumeist in Frack oder Smoking und stets mit seinem Markenzeichen, der seidenen Boutonnière im Knopfloch. Das Orchester tritt regelmäßig im Londoner Savoy Hotel, in Highclere Castle, im Burgh Island Hotel, im BBC Radio und anlässlich der Atlantiküberquerungen auf dem Luxusliner Queen Mary 2 auf.

## Diskografie
- 2013: Okay Toots, Vinyl 78er, Label: Rivermont Records
- 2015: Jazznocrazy, CD, Label: Rivermont Records
- 2017: On With The Show, CD, AMO Records
- 2020: Puttin' On The Ritz, CD, Palomar Records
- 2020: Midnight, The Stars And You, Vinyl 78er, Label: Rivermont Records
- 2020: Shake That Thing, Vinyl 78er, Label: Rivermont Records
- 2020: Vera Lynn, Keep Smiling Through (Medley mit Alex Mendham, Track 13), CD, Decca Records
- 2021: Fascinatin' Rhythm, CD, Palomar Records

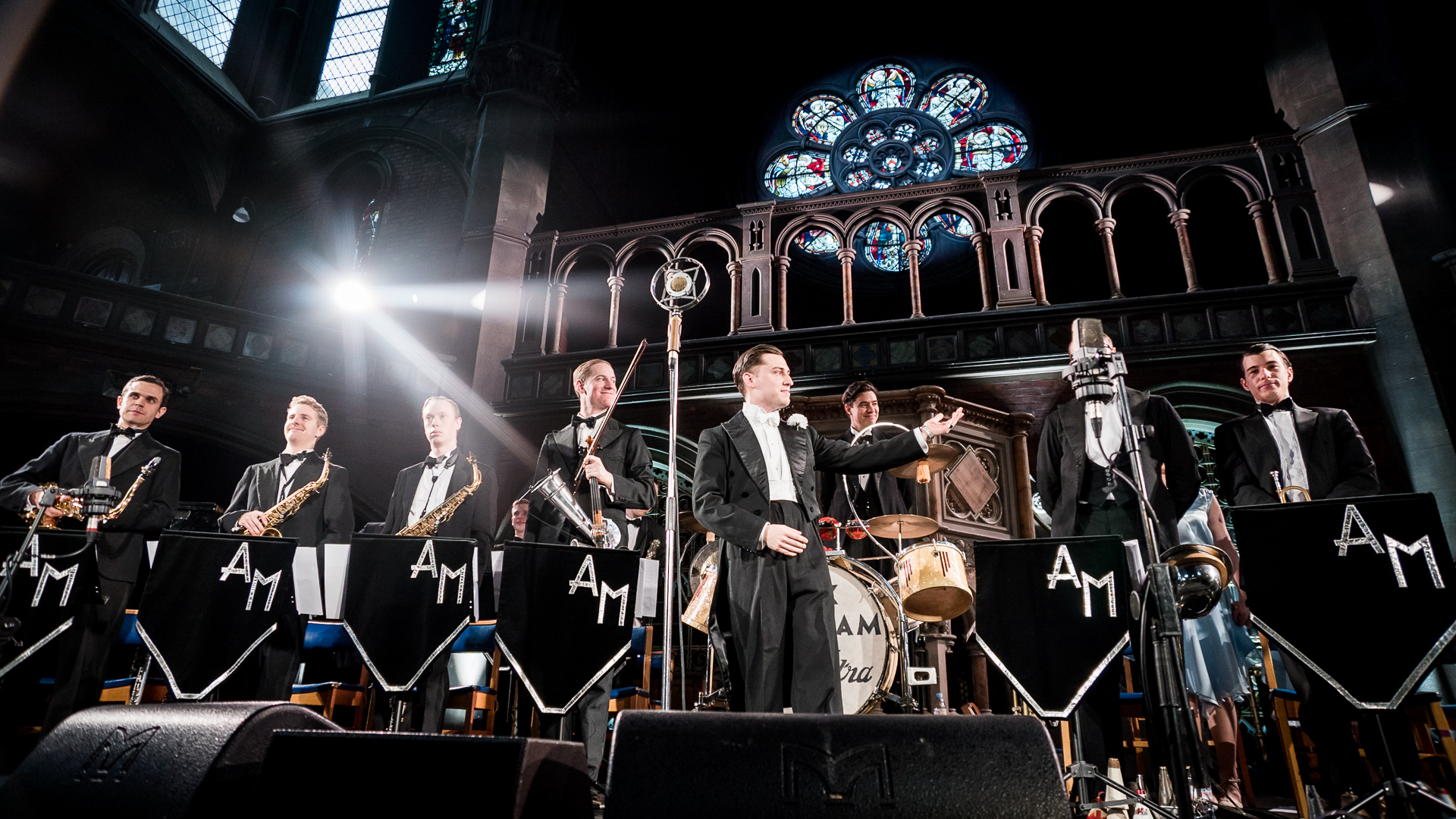
Alex Mendham & His Orchestra mit Frack und Boutonnière